# Виктор Амадей Ангальт-Бернбургский
Принц Виктор Амадей Ангальт-Бернбург-Шаумбург-Хоймский (нем. Victor Amadeuss von Anhalt-Bernburg-Schaumburg-Hoym; 1744—1790) — представитель Ангальтского владетельного дома, дальний родственник Екатерины II и генерал-поручик её армии.

## Биография
Сын Виктора I Амадея Адольфа, князя Ангальт-Бернбург-Шаумбург-Хойма от второго (морганатического) брака с Гедвигой Софией фон Доннесмарк.

В 1772 году поступил на русскую службу. 10 (21) июля 1775 года получил чин генерал-майора. 26 ноября (11 декабря) 1775 года награждён орденом Святого Георгия 4-го класса 
За храбрые и мужественные подвиги, оказанные при атаке неприятельских сил 12 июня 1773 года близ Силистрии и при поиске того же года на Варну.
 28 июня (13 июля) 1782 года произведён в генерал-поручики.

С началом турецкого похода князя Потемкина, принц в 1788 году поступил в действующую армию и отличился в сражении под Очаковом, где при штурме командовал двумя колоннами и первыми ввел их на стены крепости, был награждён 16 (27) декабря 1788 года орденом св. Георгия 2-го кл.
В воздаяние усердия к службе и отличнаго мужества, с которым он, предводительствуя вверенной ему колонною для атаки города и крепости Очакова, был из первых во взятии онаго приступом от войск Российских подвизавшихся.
 21 апреля (6 мая) 1789 года получил за отличия новые награды — ордена Андрея Первозванного и Александра Невского. В том же году принял участие в делах при взятии Каушан (13 (24) сентября 1789 года), Аккермана (28 сентября (9 октября) 1789 года) и Бендер (3 (14) ноября 1789 года).
В 1790 году перешёл с армией графа Салтыкова на театр военных действий с Швецией, в Финляндию. Здесь, однако, принцу пришлось пробыть недолго: при самом начале военных действий, посланный главнокомандующим с отдельным отрядом для вытеснения неприятеля из Пардакоски и Керникоски, он,  19 (30) апреля, атакуя шведов, был смертельно ранен в правую ногу пушечным ядром, после чего доставлен в военный госпиталь в Выборг, где вскоре, после операции, скончался. Похоронен на лютеранском кладбище в Выборге в Петровском посёлке (район Пожарной площади). Мраморное надгробие на могиле князя к настоящему времени утрачено.
Имя принца Ангальт-Бернбургского тесно связано с именем знаменитого русского полководца Барклая-де-Толли, начавшего боевую службу под его непосредственным начальством. Принц первый обратил внимание на военные дарования Барклая; умирая, он передал ему свою шпагу, с которой тот никогда не расставался.